# Dmitri Lapikov
Dmitri Valentinovitch Lapikov (en russe : Дмитрий Валентинович Лапиков) est un haltérophile russe né le 4 juin 1982 à Kaliningrad concourant dans la catégorie des 105 kg.

## Biographie
Aux Championnats du monde de 2005, il s'est classé 4e, avec un total de 408 kg. Il a remporté l'or à l'arraché, et l'argent à l'épaulé jeté aux championnats du monde de 2006, avec un total de 414 kg.
Lapikov a remporté la médaille de bronze aux Jeux olympiques en 2008, avec un total de 420 kg, mais en est déchu en 2016 par le CIO pour un test positif au turinabol.

## Palmarès

### Haltérophilie aux Jeux olympiques
- Haltérophilie aux Jeux olympiques de 2008 à Pékin
  -  Médaille de bronze en moins de 105 kg. Disqualifié

### Championnats du monde d'haltérophilie
- Championnats du monde d'haltérophilie 2009 à Goyang
  -  Médaille d'argent en moins de 105 kg.
- Championnats du monde d'haltérophilie 2006 à Saint-Domingue
  -  Médaille d'argent en moins de 105 kg.

### Championnats d'Europe d'haltérophilie
- Championnats d'Europe d'haltérophilie 2011 à Kazan
  -  Médaille d'or en plus de 105 kg. Disqualifié
- Championnats d'Europe d'haltérophilie 2007 à Strasbourg
  -  Médaille de bronze en moins de 105 kg.